# Priska Nufer
Pour les articles homonymes, voir Nufer.
Priska Ming-Nufer, née le 11 février 1992 comme Priska Nufer à Alpnach, est une skieuse membre de l'équipe nationale  suisse depuis 2012. Elle remporte sa première victoire en Coupe du monde à l'âge de 30 ans, en s'imposant dans la deuxième descente de Crans-Montana le 27 février 2022.

## Biographie
Elle fait ses débuts en Coupe du monde en décembre 2011, puis marque ses premiers points un mois plus tard au super combiné de Saint-Moritz.
Elle participe à ses premiers championnats du monde en 2015 où elle arrive 16e du super G.
Elle obtient son premier top dix en Coupe du monde en janvier 2017 en terminant huitième de la descente d'Altenmarkt-Zauchensee.
Son meilleur résultat en Coupe du monde était une sixième place en Super G à Crans-Montana en janvier 2021. Dans la même station suisse un peu plus d'un an plus tard, lors de la saison 2021-2022 Priska Nufer commence par se classer quatrième de la première descente le 26 février, puis remporte la première victoire de sa carrière le lendemain en s'imposant dans la deuxième descente, devançant Ester Ledecka de 11/100e et Sofia Goggia de 23/100e. 

## Palmarès

### Jeux olympiques
| Édition / Épreuve | Super G | Descente | Combiné |
| ----------------- | ------- | -------- | ------- |
| JO 2022 Pékin     | -       | -        | DNF     |

### Championnats du monde
| Édition / Épreuve                 | Super G | Descente | Combiné |
| --------------------------------- | ------- | -------- | ------- |
| Mondiaux 2015 Vail - Beaver Creek | 16e     | -        | DNF     |
| Mondiaux 2021 Cortina             | 13e     | -        | DNF     |

### Coupe du monde
- Première course : 29 décembre 2011, slalom de Lienz, DNQ
- Premier top30 : 29 janvier 2012, combiné de St-Moritz, 30ème
- Premier top10 : 15 janvier 2017, descente de Zauchensee, 8ème
- Premier podium et première victoire : 27 février 2022, descente de Crans-Montana
- Meilleur résultat : victoire, descente de Crans-Montana, 27 février 2022
- 1 podium dont 1 victoire
- Meilleur classement général : 26e en 2021
- Meilleur classement en descente : 7ème en 2022

| Saison / Épreuve | Descente      | Super-G | Total |
| 2021-2022        | Crans-Montana |         | 1     |
| Total            | 1             | 0       | 1     |

| Année/Classement | Année/Classement | Général | Général | Descente | Descente | Super G | Super G | Géant  | Géant  | Combiné | Combiné |
| ---------------- | ---------------- | ------- | ------- | -------- | -------- | ------- | ------- | ------ | ------ | ------- | ------- |
| Année/Classement | Année/Classement | Class.  | Points  | Class.   | Points   | Class.  | Points  | Class. | Points | Class.  | Points  |
| 2012             | 2012             | 115e    | 1       | -        | -        | -       | -       | -      | -      | 38e     | 1       |
| 2014             | 2014             | 88e     | 29      | 47e      | 9        | 44e     | 10      | -      | -      | 21e     | 10      |
| 2015             | 2015             | 79e     | 37      | 46e      | 2        | 32e     | 26      | -      | -      | 22e     | 9       |
| 2016             | 2016             | 94e     | 26      | 41e      | 11       | 48e     | 5       | -      | -      | 38e     | 10      |
| 2017             | 2017             | 67e     | 110     | 32e      | 42       | 29e     | 46      | -      | -      | 30e     | 22      |
| 2018             | 2018             | 47e     | 171     | 31e      | 50       | 23e     | 77      | -      | -      | 12e     | 44      |
| 2019             | 2019             | 64e     | 90      | 36e      | 31       | 34e     | 27      | -      | -      | 8e      | 32      |
| 2020             | 2020             | 48e     | 124     | 29e      | 52       | 27e     | 50      | -      | -      | 21e     | 22      |
| 2021             | 2021             | 26e     | 248     | 17e      | 125      | 14e     | 10      | 38e    | 21     | -       | -       |
| 2022             | 2022             | 29e     | 304     | 7e       | 257      | 31e     | 47      | -      | -      | -       | -       |

### Coupe d’Europe
- Première course : 13 décembre 2008, Super G de St-Moritz, DNF1
- Premier top30 : 11 janvier 2010, combiné de Caspoggio, 19ème
- Premier top10 : 15 janvier 2010, descente de Caspoggio, 9ème
- Premier podium : 1er mars 2010, Super G d'Auron, 3ème
- Première victoire : 27 février 2018, descente de Crans-Montana
- 6 podiums dont 2 victoires (2 descentes)
- Meilleur classement général : 17ème en 2010
- Meilleur classement en descente : 6ème en 2018

| Année/Classement | Année/Classement | Général | Général | Descente | Descente | Super G | Super G | Géant  | Géant  | Slalom | Slalom | Combiné | Combiné |
| ---------------- | ---------------- | ------- | ------- | -------- | -------- | ------- | ------- | ------ | ------ | ------ | ------ | ------- | ------- |
| Année/Classement | Année/Classement | Class.  | Points  | Class.   | Points   | Class.  | Points  | Class. | Points | Class. | Points |         |         |
| 2010             | 2010             | 17e     | 375     | 23e      | 59       | 4e      | 301     | -      | -      | 97e    | 3      | 33e     | 12      |
| 2011             | 2011             | 23e     | 290     | 10e      | 107      | 8e      | 134     | -      | -      | 78e    | 9      | 18e     | 40      |
| 2012             | 2012             | 20e     | 339     | 6e       | 135      | 17e     | 87      | -      | -      | 22e    | 88     | 16e     | 29      |
| 2013             | 2013             | 79e     | 84      | 59e      | 9        | 26e     | 46      | -      | -      | 77e    | 7      | 22e     | 22      |
| 2014             | 2014             | 92e     | 75      | 32e      | 41       | 43e     | 21      | -      | -      | -      | -      | 29e     | 13      |
| 2015             | 2015             | 88e     | 71      | 13e      | 56       | 50e     | 15      | -      | -      | -      | -      | -       | -       |
| 2016             | 2016             | 68e     | 108     | 18e      | 94       | 46e     | 14      | -      | -      | -      | -      | -       | -       |
| 2017             | 2017             | -       | -       | -        | -        | -       | -       | -      | -      | -      | -      | -       | -       |
| 2018             | 2018             | 34e     | 219     | 8e       | 210      | 52e     | 9       | -      | -      | -      | -      | -       | -       |
| 2019             | 2019             | 58e     | 150     | 10e      | 150      | -       | -       | -      | -      | -      | -      | -       | -       |

### Championnats de Suisse
Championne de la descente en 2018
 Championne du combiné 2019
 Vice-championne de descente 2012
 Vice-championne de descente 2017
 Vice-championne de descente 2019
 Vice-championne de Super G 2019
 Vice-championne de Super G 2021
 Troisième du Super G 2012
 Troisième du combiné 2012
 Troisième du Super G 2013
 Troisième du Super G 2014
 Troisième du Super G 2018